# Salvador Nunatak
Salvador Nunatak är en nunatak i Antarktis. Den ligger i Östantarktis. Nya Zeeland gör anspråk på området. Toppen på Salvador Nunatak är 1 640 meter över havet.
Terrängen runt Salvador Nunatak är platt åt sydväst, men åt nordost är den kuperad. Terrängen runt Salvador Nunatak sluttar brant västerut. Trakten är obefolkad. Det finns inga samhällen i närheten.